# Solheim Cup 2009
Navigation
2007 2011
La Solheim Cup 2009 est la onzième édition de la Solheim Cup et s'est déroulé du 21 au 23 août 2009 sur le golf Rich Harvest Farms à Sugar Grove, dans l'Illinois, aux États-Unis.
Les États-Unis remportent le trophée sur le score de 16 à 12.

## Les équipes
Les critères de sélection sont différents pour les deux équipes. 
- Pour l'Europe, les cinq premières joueuses sont désignées selon leur position au LET Solheim Cup. Elles sont rejointes par les quatre meilleures golfeuses au classement mondial (Rolex Women's World Rankings) et évoluant sur le circuit européen. Les trois dernières places sont déterminées par le choix de la capitaine, l'anglaise Alison Nicholas.

- Pour les États-Unis, l'équipe est constituée des dix premières américaines d'un classement établi sur les deux dernières saisons, entre le State Farm Classic de 2007 et l'Open britannique 2009. Elles sont rejointes par deux choix de la capitaine, Beth Daniel.

| États-Unis                               | Europe                                   |
| ---------------------------------------- | ---------------------------------------- |
|                                          |                                          |
| Capitaines                               |                                          |
| Beth Daniel                              | Alison Nicholas Angleterre               |
| Beth Daniel                              | Alison Nicholas                          |
| assistantes                              |                                          |
| Kelly Robbins                            | Liselotte Neumann Suède                  |
| Meg Mallon                               | Joanne Morley Angleterre                 |
| Joueur                                   | Joueur                                   |
| Paula Creamer                            | Gwladys Nocera France                    |
| Cristie Kerr                             | Tania Elosegui Espagne                   |
| Angela Stanford                          | Diana Luna Italie                        |
| Kristy McPherson                         | Laura Davies Angleterre                  |
| Nicole Castrale                          | Sophie Gustafson Suède                   |
| Christina Kim                            | Suzann Pettersen Norvège                 |
| Brittany Lang                            | Helen Alfredsson Suède                   |
| Morgan Pressel                           | Catriona Matthew Écosse                  |
| Brittany Lincicome                       | Maria Hjorth Suède                       |
| Natalie Gulbis                           | Becky Brewerton Pays de Galles           |
| Michelle Wie,                            | Anna Nordqvist Suède,                    |
| Juli Inkster                             | Janice Moodie Écosse                     |
| équipe américaine autour de sa capitaine | équipe européenne autour de sa capitaine |

## Compétition

### Vendredi 21 août

#### 4 balles meilleure balle
Kerr/Creamer - Gustafson/Pettersen :  1 up
Stanford/Inkster - Alfredsson/Elosegui :  1 up
Lang/Lincicome - Davies/Brewerton :  5 et 4
Pressel/Wie - Matthew/Hjorth : égalité

#### Foursomes
Kim/Gulbis - Gustafson/Pettersen :  4 et 2
Stanford/Castrale - Brewerton/Nocera :  3 et 1
McPherson/Lincicome - Hjorth/Nordqvist :  3 et 2
Creamerl/Inkster - Matthew/Moodie :  2 et 1

### Samedi 22 août

#### 4 balles meilleure balle
Kim/Wie - Alfredsson/Elosegui  :  5 et 4
Stanford/Lang - Matthew/Luna  : égalité
Kerr/Castrale - Pettersen/Nordqvist :  1 up
Lincicome/McPherson - Nocera/Hjorth :  1 up

#### Foursomes
Creamer/Inkster - Gustafson/Moodie :  4 et 3
McPherson/Pressel - Alfredsson/Pettersen :  1 up
Gulbis/Kim - Brewerton/Nocera :  5 et 4
Kerr/Wie - Nordqvist/Hjorth :  2 up

### Dimanche 23 août

#### Simples
Creamer - Pettersen :  3 et 2
Stanford - Brewerton :  5 et 4
Wie - Alfredsson :  1 up
Lang - Davies : égalité
Inkster - Nocera : égalité
McPherson- Matthew :  3 et 2
Lincicome - Gustafson :  3 et 2
Castrale - Luna :  3 et 2
Kim - Elosegui :  2 up
Kerr - Hjorth : égalité
Pressel - Nordqvist :  3 et 2
Gulbis - Moodie : égalité